# Mathieu Perreault
Mathieu Perreault, född 5 januari 1988, är en kanadensisk professionell ishockeyspelare som spelar för Winnipeg Jets i NHL. Han har tidigare representerat Washington Capitals och Anaheim Ducks.
Perreault draftades i sjätte rundan i 2006 års draft av Washington Capitals som 177:e spelare totalt.